# Shredgitarr

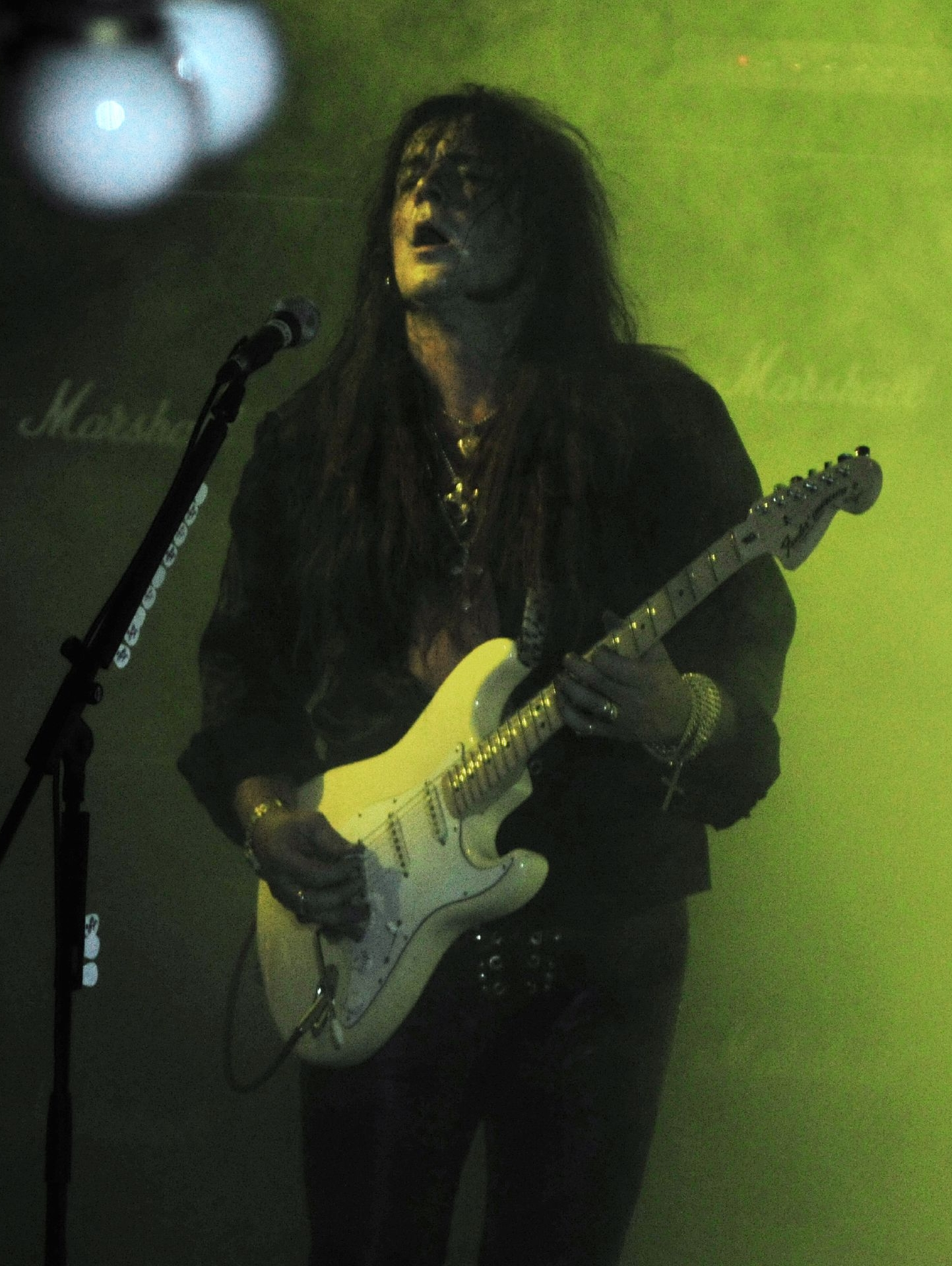
Yngwie Malmsteen är en av pionjärerna inom shredding.

Shredgitarr eller shredding är en virtuos spelstil för sologitarr som bygger på en kombination av avancerad spelteknik, snabba passager och användandet av vissa effekter. Termen "shred" används ibland för virtuos spelteknik även på andra instrument än gitarr. Den förknippas mest med heavy metal men har också dykt upp utanför metalvärlden, speciellt inom bluegrass och bland musiker som spelar elgitarr inom jazz-rock.

## Historia
Under 1950-talet började flera jazzgitarrister såsom Les Paul och Barney Kessel experimentera med olika gitarrtekniker som avvek från spelstilen hos bluesgitarrister såsom Muddy Waters, Chuck Berry och Buddy Holly. Les Pauls låt "How High the Moon" innehöll några svepspelade toner och var en av de tidigaste inspelningarna av tekniken.
När Ritchie Blackmore grundade Deep Purple år 1968 kombinerade han element från blues, jazz och klassisk musik till en egen rockmusik med virtuosa och snabba gitarrinslag. Låtar som "Highway Star" och "Burn" från Deep Purple innehåller tidiga exempel på shredgitarr. Blackmore stack ut från mängden genom att spela avancerade arpeggion i harmonisk moll. Hans inflytande på hur Randy Rhoads och Yngwie Malmsteen kom att utveckla shredgitarr anses ha varit avgörande för genrens tillkomst.
År 1969 använde Led Zeppelins gitarrist Jimmy Page flera komplicerade tekniker samtidigt i låten Heartbreaker, bland dem snabba tonföljder med hamrings- och släppteknik (hammer-ons och pull-offs) för att åstadkomma ett sammanhållet legato. Page lånade inslag från klassisk musik i solot när han framförde det live. Steve Vai sade i en intervju med Guitar World i september 1998 att Heartbreaker hade det största inflytandet på honom som ung: "Det var trotsigt, djärvt och hetare än helvetet. Det är verkligen det fulländade rockgitarrsolot".

## Kända verk
Eruption av Eddie Van Halen kom 1977 och är en av de mest kända låtarna inom shredgitarr. Låten är uppmärksammad för sitt snabba och tekniska gitarrsolo i inledningen, som bland annat bygger på tappingteknik. Många kända gitarrister från den här tiden, såsom Yngwie Malmsteen och Joe Satriani, blev kända för sina förmågor att shredda på gitarr. Några kända låtar som innehåller shredding från 1980-talet inkluderar "Panama" av Eddie Van Halen, "Black Star" av Yngwie Malmsteen och Surfing with the Alien av Joe Satriani. The Number of the Beast av Iron Maiden är en annan låt som innehåller shredgitarr. Gitarrsolot i den, som spelas av Adrian Smith, är känt för sin tekniska precision och hastighet.
"Far Beyond the Sun", också av Malmsteen, är ett annat framträdande verk inom shredgitarr. Yngwie Malmsteen är känd för sin förmåga att spela snabbt och tekniskt avancerat på gitarr, och det här solot är inget undantag. Through the Fire and Flames av Dragonforce är en låt som också har blivit känd för sina element av shredding. Låten är känd för sitt långa och tekniskt avancerade gitarrsolo.

## Utövande

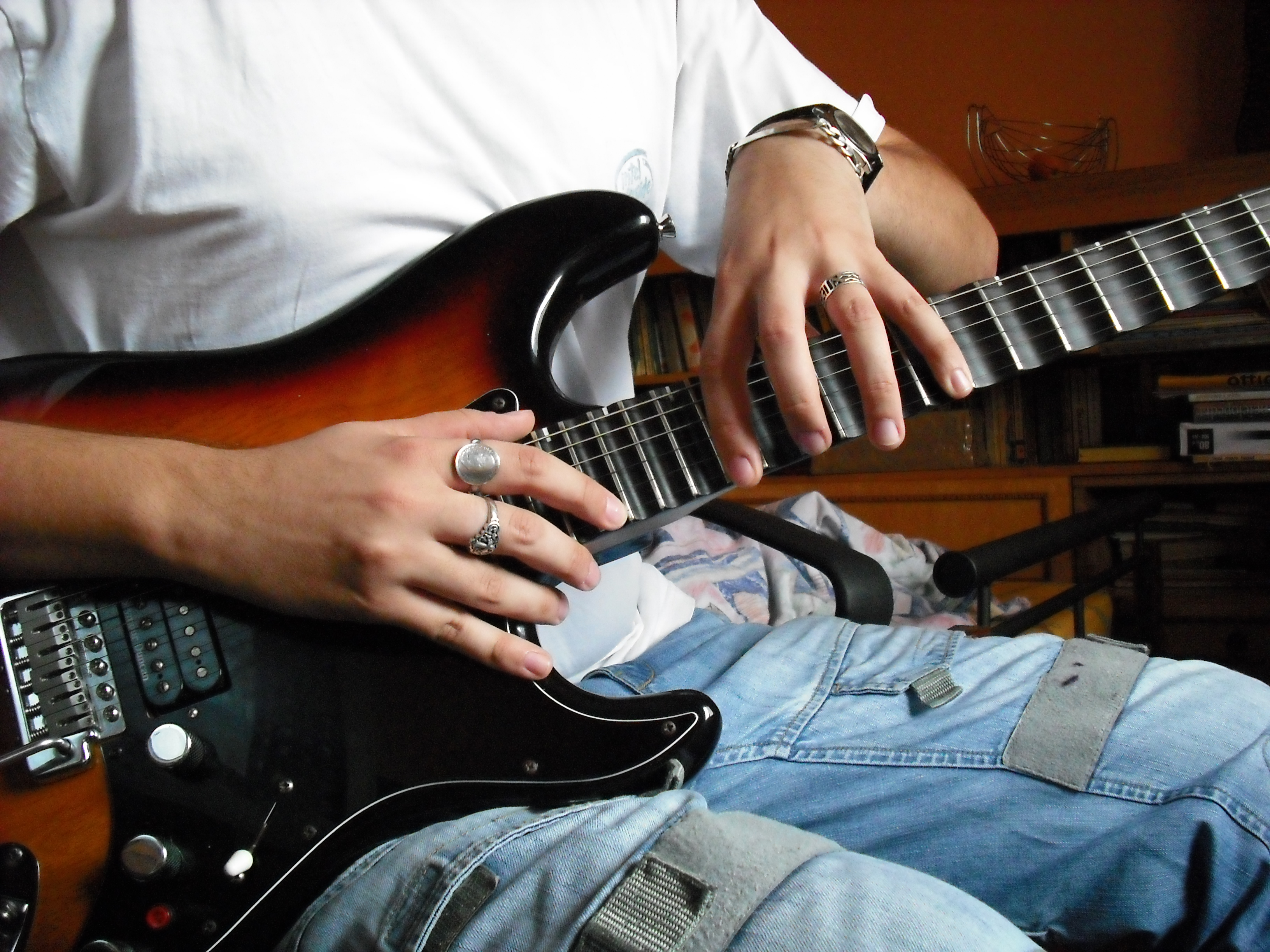
En gitarrist spelar trestrukna c genom att slå ned strängen mot greppbrädan endast med hjälp av höger pekfinger – en teknik kallad tapping som är vanlig inom shredgitarr.

Shredgitarr inkluderar tekniker såsom alternerat plektrumspel (alt-picking) där ett plektrum används för att anslå strängarna både uppifrån och nerifrån i syfte att minska antalet handrörelser per spelad ton, samt svepspelade arpeggion (sweep-picking) där gitarristen använder den ena handen för att låta plektrumet svepa över strängarna medan den andra handen snabbt greppar en serie individuella toner på greppbrädan. Det förekommer även att shredgitarr inkluderar tekniker såsom tapping, där toner spelas genom att en sträng både greppas och anslås med samma hand (med fingertoppen), vilket ytterligare ökar antalet toner som gitarristen kan spela varje sekund.
Vid sidan av de tekniker som används för att uppnå hög hastighet förekommer andra tekniker, såsom en överdriven användning av gitarrens tremoloarm. Shredgitarr förekommer ofta i heavy metal och framförs då nästan uteslutande på elgitarr med en rörbaserad förstärkare som är inställd på hög distorsion. Ofta används tillkommande effektenheter för exempelvis reverb eller helt enkelt ytterligare förstärkning, som i sin tur ökar förstärkarens distorsion.

## Inlärning
Utöver att lära sig ovan nämnda tekniker, vilka i någon mån kan sägas vara genvägar till att spela snabbt, måste den som vill spela shredgitarr också rent faktiskt vara snabb på att spela gitarr. För att uppnå en hastighet som duger för shredgitarr fokuserar gitarristen i regel först på att lära sig spela skalor eller enkla melodier så snabbt som möjligt på konventionellt sätt. Gitarristen övar då på att låta den ena handen greppa toner på greppbrädan och den andra anslå rätt sträng med plektrumet med så god synkronisering som möjligt vid varje ton.
För att uppnå maximal snabbhet övas shredgitarr vanligen med förstärkare, så att gitarristen bara behöver nudda varje sträng med plektrumet och inte anslå den med någon större kraft, vilket underlättar arbetet med att uppnå hög spelhastighet för den hand som anslår strängarna. För att även underlätta för den hand som greppar tonerna kan gitarrens stränghöjd sänkas för att passa shredgitarr, ofta till en nivå under den sedvanliga stränghöjden på 1,8–2 mm vid tolfte bandet.
När den melodi som övas inte kan framföras snabbare genom konventionell synkronisering av handrörelserna fokuserar gitarristen slutligen på att övergå till den handsynkronisering som är typisk för shredgitarr, vilket innebär att gitarristen övar på att låta hjärnan styra höger- och vänsterhandens inövade rörelser utan en medveten synkronisering vid varje spelad ton. Innan det går att öva på detta måste melodin som spelas vara så noga inrepeterad och så snabbt framförd att gitarristen endast behöver fokusera på att låta händerna börja (och sluta) spela melodin samtidigt, varpå synkroniseringen av varje individuell ton ändå ska falla på plats automatiskt genom utnyttjande av hjärnans muskelminne.

## Mottagande
Shredgitarr kan i någon mån sägas ha haft sin storhetstid under 1980-talets heavy metalera och därefter fallit tillbaka i popularitet. Megadeths gitarrist Marty Friedman, som tidigare släppt åtskilliga låtar med inslag av shredgitarr, sade i en intervju 2021 att han numera "hatar" att kallas för shredder och att många som spelar snabbt hela tiden inte skapar musik utan snarare framställer något som "mest låter som oljud".
Gitarristen Nita Strauss har beskrivit hur hon inspirerades av skivor som fick shredgitarr att låta roligt, med förebilder som Steve Vai, Joe Satriani, Cacophony och Paul Gilbert. Hon menar att ”så många spelar så många fantastiska toner, men mycket av det låter egentligen inte särskilt kul” och att detta är något som saknas hos många moderna shredgitarrister.
Spelstilens alltjämt höga status bland musiker har ansetts locka icke-virtuosa gitarrister att försöka sig på shredgitarr, vilket föranlett kritik. "Det är en sak att vara charmigt halvkass på gitarr om man gör det på ett själfullt och genuint sätt. Det är däremot något helt annat att försöka sig på total shredding", skrev SvD:s rockkritiker Linnéa Olsson efter att hört Poisons icke-virtuose gitarrist C.C. DeVille framföra ett snabbt solo under en spelning på Sweden Rock i Sölvesborg 2008. Solot var enligt Olsson "det absolut sämsta jag någonsin hört".
Under 1980-talet förekom skildringar av shredgitarr inom filmen, där förmågan att spela gitarr på detta sätt kunde framställdes med viss mystik. Det förekom att spelstilen skildrades som en övernaturlig förmåga som kan erövras bara efter att ha sålt sin själ till djävulen, ett tema som bär inspiration från de legender som omgärdat musikerna Robert Johnson och Niccolò Paganini.
I filmen Crossroads tävlar de två huvudkaraktärerna i att framföra gitarrstycket "Eugene's Trick Bag", specialskrivet för filmen av Steve Vai, där en melodi från Niccolò Paganinis violinstycke "Caprice #5" framförs på shredgitarr. I själva verket spelade Vai in gitarrstycket både för sin egen karaktär och för karaktärens antagonist, spelad av Ralph Macchio, under inspelningen av Crossroads. Filmen är löst baserad just på legenden om att Paganini sålde sin själ till djävulen i utbyte mot sina musikaliska färdigheter.